# Frank Mackenzie Ross

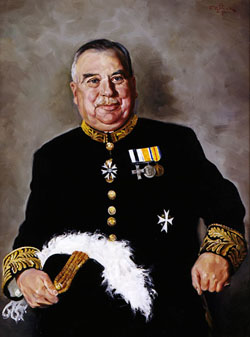
Frank Mackenzie Ross

Frank Mackenzie Ross, CMG, MC (* 19. April 1891 in Glasgow; † 11. Dezember 1971 in Vancouver) war ein kanadischer Unternehmer. Von 1955 bis 1960 war er Vizegouverneur der Provinz British Columbia.

## Biografie
Ross wanderte im Jahr 1910 nach Kanada aus und arbeitete zunächst als Bankangestellter bei der Canadian Bank of Commerce in Montreal. Nach Ausbruch des Ersten Weltkriegs schloss er sich freiwillig der Armee an und kam an der Westfront in Frankreich zum Einsatz, wobei er schwer verwundet wurde. Nach Kriegsende war er für die St. John Drydock and Shipbuilding Company tätig, einer Werft- und Schiffbaugesellschaft in Saint John, New Brunswick, in der er nach einigen Jahren eine führende Position innehatte.
Während des Zweiten Weltkriegs beriet Ross die kanadische Regierung bei der Beschaffung kriegswichtiger Güter. 1945 heiratete er die renommierte Ökonomin Phyllis Gregory, die aus erster Ehe zwei Kinder hatte, darunter den späteren Premierminister John Turner. Das Ehepaar ließ sich in Vancouver nieder, von wo aus Ross seine geschäftlichen Tätigkeiten in Industrie und Finanzwesen nun leitete.
Generalgouverneur Vincent Massey vereidigte Ross am 3. Oktober 1955 als Vizegouverneur von British Columbia. Dieses repräsentative Amt übte er bis zum 13. Oktober 1960 aus. 1957 zerstörte ein Brand das Government House, den Amtssitz des Vizegouverneurs in Victoria. Zwei Jahre später konnte ein Neubau bezogen werden, dessen Inneneinrichtung das Ehepaar Ross zum größten Teil selbst finanzierte.